# Franziska Hildebrand
Franziska Hildebrand (* 24. März 1987 in Halle (Saale)) ist eine ehemalige deutsche Biathletin. Ihre größten Erfolge sind die Weltmeistertitel mit der Staffel 2015 und 2017. Zudem war sie 2014/15 und 2015/16 als beste Deutsche Fünfte in der Weltcup-Gesamtwertung.

## Leben
Franziska Hildebrand wuchs in Köthen auf und wurde lange von ihrem Vater Wolfgang Hildebrand trainiert. Als Sommerbiathletin startete sie für die Privilegierte Schützengilde zu Cöthen von 1443, im Winter für den WSV Clausthal-Zellerfeld. Ab 2007 studierte sie Internationales Management an der Hochschule Ansbach. Hildebrand wurde als Sportsoldatin von der Bundeswehr gefördert. Sie bekleidete zuletzt den Rang eines Hauptfeldwebels und war Mitglied in der Sportfördergruppe in der Jägerkaserne in Bischofswiesen. Ihren Wohnort hat sie nach Ruhpolding verlegt, wo sie am Olympiastützpunkt trainierte. Ihre Zwillingsschwester Stefanie Hildebrand war bis zur Saison 2012/13 ebenfalls Biathletin. Nach der Saison 2021/22 beendete Franziska Hildebrand ihre Karriere als aktive Biathletin. Ihre letzten Rennen bestritt sie – bereits im vierten oder fünften Monat schwanger – bei den Deutschen Meisterschaften in Ruhpolding. Im Januar 2023 kam ihre Tochter zur Welt, im Januar 2025 ihr zweites Kind, ein Sohn.

## Sportliche Karriere

### Anfänge (2002 bis 2011)
Als Sommerbiathletin nahm Hildebrand erstmals 2002 in Jablonec im Staffelrennen der Juniorenweltmeisterschaften teil und wurde mit ihr Siebte. Im Jahr darauf verpasste sie in Forni Avoltri mit der Staffel als Viertplatzierte die erste Medaille. Im Sprint lief sie auf Platz 22, in der Verfolgung wurde sie 14. und Achte des Massenstarts. Bei ihren dritten Juniorenweltmeisterschaften 2004 in Osrblie wurde sie Sechste mit der Staffel, Vierte im Sprintrennen, Neunte der Verfolgung und 13. im Massenstartrennen. Im selben Jahr nahm sie an den Junioreneuropameisterschaften in Clausthal-Zellerfeld teil und gewann Gold im Sprint und Silber in der Verfolgung. Erstes Großereignis bei den Frauen wurden die Sommerbiathlon-Europameisterschaften 2009 in Nové Město. Im Sprint erreichte sie den achten Rang, im Massenstart wurde sie Elfte und gemeinsam mit Robert Janikulla, Wolfgang Kinzner und ihrer Schwester Fünfte im Mixed-Staffelwettbewerb.
Im Winter gab Hildebrand ihr internationales Debüt zu Beginn der Junioren-Europacup-Saison 2005/06. Beste Resultate wurden ein Sieg im Sprint von Altenberg im Jahr 2006 sowie der Gewinn des Einzels in Obertilliach 2007. 2006 startete sie in Presque Isle bei ihren ersten Juniorenweltmeisterschaften. Im Einzel wurde sie nach dem Rennen disqualifiziert, im Sprint lief Hildebrand auf Platz zehn und verbesserte sich im Verfolgungsrennen auf Platz sieben. Ein Jahr später wurde in Martell ein sechster Rang bestes Ergebnis in einem Einzelrennen. Im Sprint lief sie auf Platz 22, in der Verfolgung verbesserte sie sich erneut, diesmal um acht Ränge auf Platz 14. Im Staffelwettbewerb gewann sie mit Juliane Döll und Carolin Hennecke den Titel. Diesen Titelgewinn wiederholte Hildebrand bei den Juniorenweltmeisterschaften 2008 in Ruhpolding an der Seite von Susann König und Miriam Gössner. In den Einzelrennen erreichte sie kein Top-Ten-Ergebnis und belegte Platz elf im Einzel, 19 im Sprint und 17 in der Verfolgung. 2008 debütierte Hildebrand im Biathlon-Europacup. In Cesana San Sicario gewann sie als 25. des Sprints und 14. des Einzels sogleich erste Punkte. Ihre erste Medaille im Erwachsenenbereich gewann Franziska Hildebrand bei den Biathlon-Europameisterschaften 2010 in Otepää, als sie im Einzel Platz 3 belegte. Einen Tag darauf gewann sie mit ihrer Schwester Stefanie, Juliane Döll und Kathrin Hitzer in der Staffel Gold. In der Saison 2010/11 wurde sie Gesamtsiegerin im IBU-Cup und lag zudem in der Einzel- und Verfolgungswertung vorne.

### Debüt im Weltcup und erste Olympiateilnahme (2011 bis 2014)
Aufgrund des Gesamtsieges im IBU-Cup 2010/11 sowie der guten Ergebnisse bei den deutschen Meisterschaften im Herbst 2011 bekam Franziska Hildebrand zusammen mit Nadine Horchler und Carolin Hennecke die Möglichkeit, sich für die Weltcupmannschaft zu empfehlen. Franziska Hildebrand wurde im schwedischen Östersund erstmals eingesetzt und belegte einen sensationellen sechsten Platz im Einzel, dem viele weitere gute Platzierungen in den Punkterängen folgten. Aufgrund ihrer Leistungen wurde sie für die Staffel in Hochfilzen nominiert, die allerdings nur den sechsten Rang erreichte. Mit Platzierungen überwiegend in den Punkterängen und einem weiteren Top-10-Ergebnis sicherte sie sich einen festen Startplatz im Team für den Rest der Saison, die sie mit einem 15. Gesamtrang in der Einzelwertung und einem 23. Rang im Gesamtweltcup beendete. Grundlage für ihre guten Ergebnisse ist vor allem ihre Schießleistung, die mit durchschnittlich 88 % Trefferquote beständig auf einem hohen Niveau liegt.
Obwohl mit dem Rücktritt von Magdalena Neuner ein Startplatz in der deutschen Mannschaft frei wurde, musste sich Franziska Hildebrand zum Anfang der neuen Saison 2012/13 erneut für ihren Einsatz im Weltcup empfehlen. Nach einem durchwachsenen Start in die Saison wurde ihr Platz im Team für die zweite Weltcupwoche in Hochfilzen an Carolin Hennecke und Juliane Döll vergeben. In Pokljuka wurde sie von den Trainern wieder eingesetzt und mit einem guten 13. Platz im Sprint erreichte sie die Qualifikationsvorgaben des DSV für die Teilnahme an den Weltmeisterschaften. Die Verfolgung konnte sie wegen eines Skibruchs nicht beenden und verfehlte damit auch die Qualifikation für den Massenstart in Pokljuka. Vor heimischem Publikum in Oberhof konnte sie mit der deutschen Staffel mit Tina Bachmann, Miriam Gössner und Nadine Horchler mit einem dritten Platz ihren ersten Podestplatz im Weltcup feiern. In Antholz gewann sie gemeinsam mit Gössner, Horchler und Andrea Henkel den Staffelwettkampf im Weltcup.
Die Biathlon-Weltmeisterschaften 2013 in Nové Město begannen für Hildebrand mit einer guten Platzierung als 13. des Sprintrennens, womit sie zweitbeste Deutsche wurde. Im Verfolgungsrennen verlor sie vier Ränge, war aber erneut zweitbeste deutsche Biathletin. Das Einzelrennen beendete sie mit fünf Schießfehlern Rang 51, im Staffelrennen erreichte sie gemeinsam mit Miriam Gössner, Laura Dahlmeier und Andrea Henkel Rang fünf.
Nach dem Ende der Saison 2012/13 wurde Hildebrand aufgrund mittelmäßiger Ergebnisse, insbesondere bei den Laufzeiten, nicht mehr für die kommende Saison berücksichtigt. Sie ließ sich dadurch jedoch nicht entmutigen, sondern stellte gemeinsam mit ihren damaligen Trainern Ricco Groß und Rüdiger („Rudi“) Schöllmann einen neuen Trainingsplan auf und arbeitete den Sommer über akribisch an ihrem Laufstil. Aufgrund guter Leistungen bei der Sommerleistungskontrolle und den Deutschen Meisterschaften gehörte sie zum Saisonauftakt im schwedischen Östersund wieder zur deutschen Nationalmannschaft. Im Verlauf der Saison 2013/14 qualifizierte sie sich mit einem sechsten Platz in Annecy-Le Grand-Bornand für die Olympischen Winterspiele im russischen Sotschi. Insgesamt erreichte sie im Weltcup vier Top-10-Platzierungen und verfehlte mit einem vierten Rang im Sprint von Ruhpolding knapp die erste Podiumsplatzierung ihrer Karriere. In Hochfilzen erreichte sie im Staffelwettkampf gemeinsam mit Franziska Preuß, Andrea Henkel und Laura Dahlmeier den zweiten Platz in. In gleicher Besetzung gewann die deutsche Mannschaft das Staffelrennen in Annecy-Le Grand-Bornand und mit der Besetzung Preuß, Dahlmeier, Sachenbacher-Stehle, Hildebrand das Rennen in Ruhpolding. Aufgrund dieser Ergebnisse gewann die deutsche Mannschaft den Staffelweltcup dieses Jahres und ging mit Startnummer eins in das Staffelrennen bei den Olympischen Spielen. Nach einem Sturz von Franziska Preuß während der ersten Runde konnte die Mannschaft den Rückstand nicht mehr wettmachen und beendete das Rennen auf dem elften Platz. Franziska Hildebrand wurde im Einzelwettkampf und im Massenstart eingesetzt und erreichte nur die Ränge 38 bzw. 28.

### WM-Gold und Etablierung in der Weltspitze (2014 bis 2016)

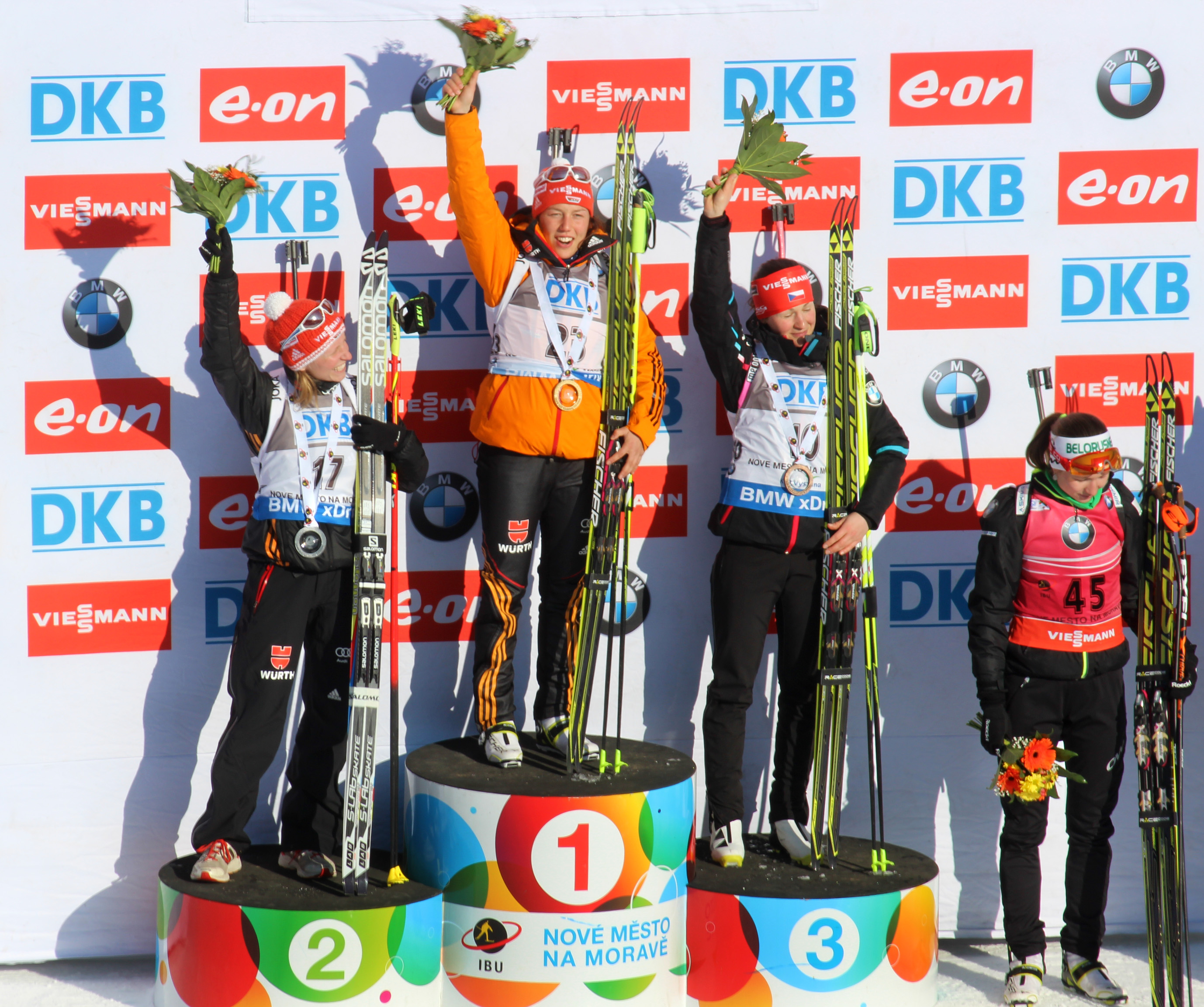
Erstes Einzelpodium in Nové Město

Nach dem Rücktritt von Uwe Müßiggang als Bundestrainer und der Versetzung von Ricco Groß als Trainer der IBU-Cup-Mannschaft setzte Hildebrand durch, dass sie – anders als der Rest der Nationalmannschaft – weiterhin mit Ricco Groß und Rudi Schöllmann zusammenarbeiten darf.
Für den Weltcup 2014/15 wurde Hildebrand schon früh im Sommer 2014 nominiert. Sie rechtfertigte diese Nominierung mit fünf Top-10-Ergebnissen in den ersten fünf Einzelrennen. Damit übertraf sie schon nach der zweiten Weltcupstation die Anzahl der Top-10-Resultate der Vorsaison. Grundlage für diese Erfolge war unter anderem ihre Laufform, die sich im Vergleich zur Vorsaison erneut gesteigert hatte. In der Staffel von Hochfilzen siegte sie als Läuferin an der zweiten Position startend in der jüngsten gesamtdeutschen Biathlon-Frauenstaffel bis dahin. An diesen Erfolg konnte sie in Nové Město anknüpfen und erreichte mit dem zweiten Platz im Sprintrennen ihre erste Podiumsplatzierung in einem Einzelrennen. Sie musste sich einzig ihrer Mannschaftskollegin Laura Dahlmeier bei deren erstem Weltcupsieg um eine Sekunde geschlagen geben; es war zugleich der erste deutsche Doppelsieg seit 2011. Diese gute Ausgangsposition konnte sie jedoch im Verfolgungsrennen am folgenden Tag nicht nutzen. Sie schoss beim letzten Anschlag auf die falschen Scheiben (Crossfire) und erhielt wegen nicht gelaufener Strafrunden eine Zeitstrafe von sechs Minuten.
Bei den Weltmeisterschaften 2015 wurde sie mit Ausnahme der Mixedstaffel in jedem Rennen eingesetzt. Mit zwei sechsten und zwei zehnten Plätzen beendete sie jedes Rennen in den Top 10 und damit auf einem konstant hohen Niveau. Trotzdem blieb ihr ihre große Hoffnung, eine Einzelmedaille zu gewinnen, verwehrt, auch weil sie im Massenstartrennen mit einem Materialfehler am Stock wertvolle Zeit verlor. Wesentlich besser verlief jedoch das Staffelrennen. Als Startläuferin setzte sie die Konkurrenz in der Loipe mit schneller Laufzeit bereits zu Beginn des Rennens unter Druck, nach zwei Fehlschüssen im stehenden Anschlag und den daraus resultierenden Nachladern übergab sie mit lediglich 12,5 Sekunden Rückstand auf die Spitze auf Franziska Preuß, die den Abstand weiter auf 9,3 Sekunden verkürzte. Vanessa Hinz an der dritten Position setzte sich mit nur einem Schießfehler gegen die Konkurrenz durch und schickte Laura Dahlmeier mit über 30 Sekunden Vorsprung auf die Staffel Russlands ins Rennen. Diese beendete das Rennen mit einem komfortablen Vorsprung von über einer Minute auf die Mannschaft aus Frankreich und sorgte damit drei Jahre nach dem Erfolg bei den Heimweltmeisterschaften in Ruhpolding für eine Medaille einer deutschen Damenstaffel.
Die Saison beendete sie auf dem fünften Gesamtrang. Dies war das bis dahin beste Ergebnis ihrer Karriere und zudem ein wichtiger Beitrag zum Gewinn des Nationenweltcups durch die deutsche Damenmannschaft.

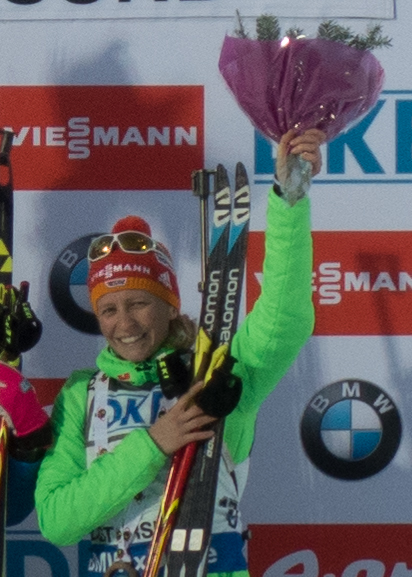
Franziska Hildebrand, Östersund 2015

Schon im dritten Rennen der Saison 2015/16 erreichte sie das Podest mit einem dritten Platz in der Verfolgung von Östersund. Am 11. Dezember 2015 konnte sie im Sprint in Hochfilzen ihren ersten Weltcupsieg feiern und stand gemeinsam mit Maren Hammerschmidt auf dem zweiten und Miriam Gössner auf dem dritten Platz auf dem Podium. In der anschließenden Verfolgung errang sie den vierten Platz und durfte somit das erste Mal in ihrer Karriere das rote Trikot tragen. Gemeinsam mit Maren Hammerschmidt, Vanessa Hinz und Franziska Preuß belegte sie in der Staffel den zweiten Rang und stand damit erneut auf dem Podium. Beim Sprint in Pokljuka erreichte sie mit den dritten Platz erneut das Podium. In das Jahr 2016 startete sie mit ihrem zweiten Weltcupsieg im Sprint in Ruhpolding. Aufgrund dieses Ergebnisses errang sie erneut das rote Trikot, dieses Mal als Führende im Sprintweltcup. Ein weiterer zweiter Platz folgte eine Woche später beim Massenstart, ebenfalls in Ruhpolding. Beim Weltcup im kanadischen Canmore belegte sie mit aus starken Windböen resultierenden fünf Schießfehlern nur den 43. Rang, erzielte allerdings zum ersten Mal in ihrer Karriere die schnellste Laufzeit in einem Einzelrennen. Nach einem fünften Platz im Massenstart gewann sie gemeinsam mit Franziska Preuß, Arnd Peiffer und Simon Schempp die Mixedstaffel. Beim Weltcup im US-amerikanischen Presque Isle startete sie nicht, sondern bereitete sich in Deutschland auf die Weltmeisterschaften vor.
In der gleichen Aufstellung wie in Canmore – aber mit Franziska Preuß als Startläuferin – gewann sie mit der Mixedstaffel die Silbermedaille bei den Biathlon-Weltmeisterschaften 2016 im norwegischen Oslo. Nach einem zehnten Platz im Sprintrennen verbesserte sie sich im Verfolgungsrennen bis auf den vierten Platz und verfehlte die Medaillenränge um wenige Sekunden. Im Einzelrennen wurde sie Zehnte, im Staffelrennen gewann sie gemeinsam mit Franziska Preuß, Maren Hammerschmidt und Laura Dahlmeier hinter den Mannschaften aus Norwegen und Frankreich die Bronzemedaille. Im letzten Rennen der Weltmeisterschaften, dem Massenstart, wurde Hildebrand 14. und beendete damit das einzige Rennen der Wettkämpfe nicht in den Top 10.
Wie auch im Vorjahr beendete sie die Saison auf Rang 5 und war damit erneut beste Deutsche im Gesamtweltcup. Die deutsche Damenmannschaft gewann erneut die Nationenwertung und sicherte sich zudem den Sieg im Staffelweltcup.

### Zweiter Weltmeistertitel (seit 2016)

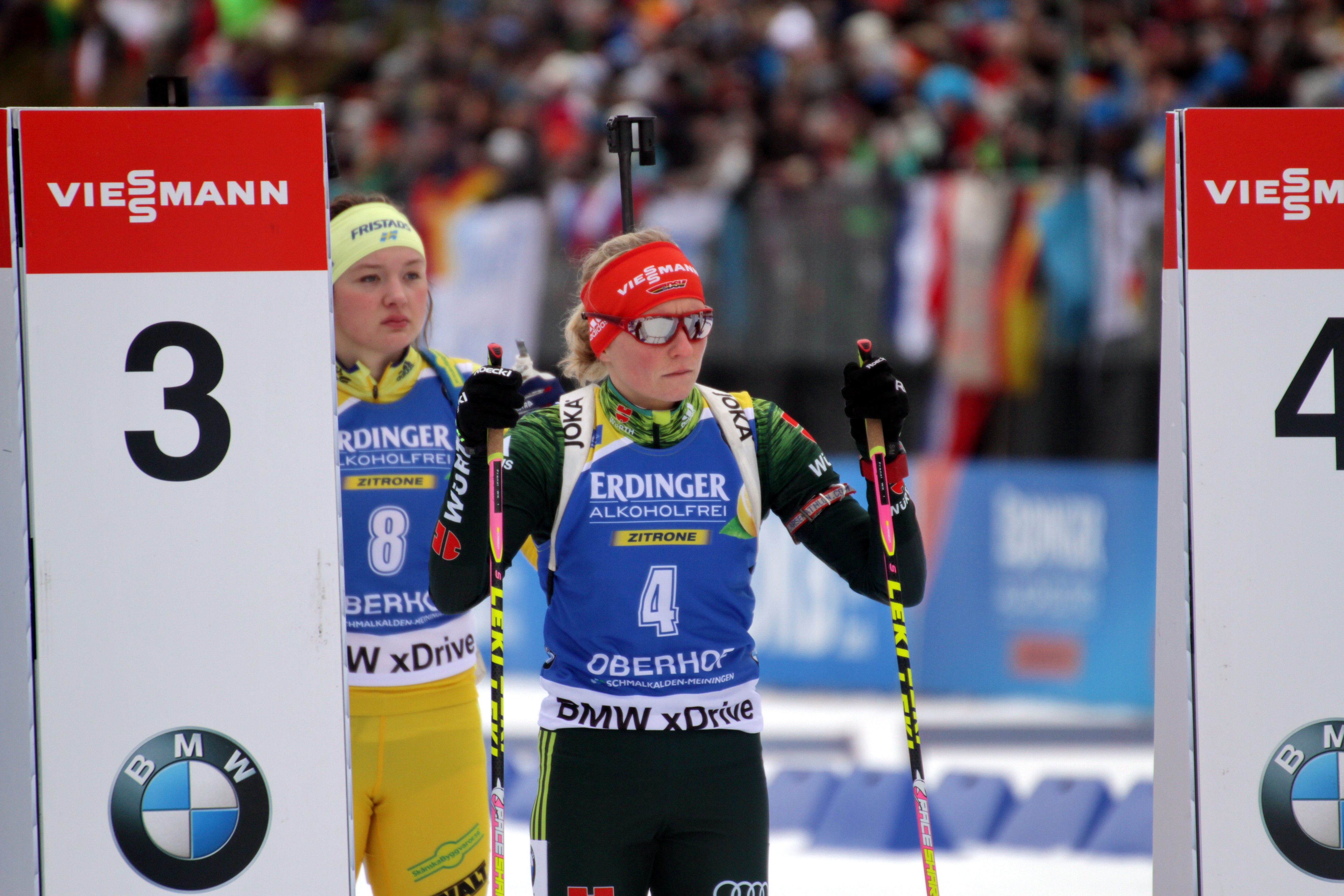
Hildebrand 2018 in Oberhof

Auf die Saison 2016/17 bereitete sich Franziska Hildebrand erneut akribisch vor. Ihr Ziel war es, in beiden Teildisziplinen noch besser zu werden, um sowohl in der Loipe, als auch am Schießstand wichtige Sekunden gutmachen zu können. Sie trainierte dabei viel mit individuellen Trainingsplänen und oft ohne den Rest der Mannschaft. Gemeinsam mit dem Österreicher Stefan Gstrein trainierte sie auf dem Fahrrad in den österreichischen und Schweizer Alpen ihre Grundlagenausdauer, und mit dem ehemaligen Biathleten Daniel Graf feilte sie weiter an ihren Fähigkeiten im Schießen. Zudem hat sie Kleinigkeiten an ihrem Laufstil umgestellt, um in der Loipe noch effektiver und schneller zu sein. Bei den Deutschen Meisterschaften musste sie das Sprintrennen aufgrund muskulärer Probleme im Schienbein in Führung liegend abbrechen und versäumte damit auch das Verfolgungsrennen. In der Staffel erreichte sie gemeinsam mit Stephanie Jesse und Karolin Horchler nach insgesamt sieben Strafrunden durch Jesse nur den siebten Rang; im Massenstart sicherte sie sich trotz fünf Schießfehlern den fünften Platz. Während der Wettkämpfe teilte der Bundestrainer Gerald Hönig mit, dass Hildebrand neben fünf weiteren deutschen Athleten fix für den ersten Weltcup im schwedischen Östersund nominiert ist. Der Start in die Saison verlief nicht so erfolgreich wie im Vorjahr. Obwohl sie sich mit einem 5. Platz im Sprint in Pokljuka bereits früh für die Weltmeisterschaften in Hochfilzen qualifizieren konnte, blieb sie bis zu den Titelkämpfen ohne Podiumsplatzierung in einem Einzelrennen. Auch bei den Weltmeisterschaften konnte sie nicht an ihre Ergebnisse von 2016 und 2015 anknüpfen. Im läuferischen Bereich tat sich Hildebrand schwer: im Einzelwettkampf und im Massenstart verlor sie insbesondere auf der letzten Laufrunde viel Zeit. Trotzdem wurde sie für die Damenstaffel aufgestellt und gewann gemeinsam mit Vanessa Hinz, Maren Hammerschmidt und Laura Dahlmeier die Goldmedaille. Sie beendete die Saison ohne eine Podiumsplatzierung in einem Einzelrennen, in der Gesamtwertung des Weltcups belegte sie den neunten Platz. Während des Winters hatte sie wieder Probleme mit der Schienbeinmuskulatur, was sie insbesondere bei den Einzelrennen der Weltmeisterschaften beeinträchtigte. Neben einem gezielten Training für schnelleres Schießen wollte sie im Sommer verstärkt das Augenmerk auf die Schienbeinmuskulatur legen. Nach einem Skirollerunfall im Juli 2018, bei dem sie sich am rechten Sprunggelenk verletzte, konnte Hildebrand viele Wochen lang nur eingeschränkt trainieren.
Mit einem 13. und einem 10. Platz im Einzelrennen und im Sprint erfüllte sie bereits in den ersten beiden Rennen des Winters 2017/18 die vom DSV geforderten Ergebnisse für eine Nominierung für die Olympischen Winterspiele. Es folgten mehrere Top-10-Ergebnisse, beim Sprint in Oberhof verpasste sie als Viertplatzierte eine erneute Podiumsplatzierung nur knapp. Bei den Staffelrennen in Hochfilzen und in Ruhpolding war sie Teil der siegreichen deutschen Mannschaft. Bei den Winterspielen in Pyeongchang wurde sie im Sprint und in der Verfolgung jeweils Zwölfte, im Verfolgungsrennen brachte sie sich mit zwei Strafrunden nach dem ersten Schießen um eine Medaillenchance. Im Einzelwettkampf erreichte sie mit nur einem Schießfehler als Neunte ihre erste Top-10-Platzierung bei Olympischen Winterspielen. Obwohl sie sich für den Massenstart qualifiziert hätte, wurde Franziska Preuß an ihrer Stelle ins Rennen geschickt, da Hildebrand für einen Staffeleinsatz eingeplant war und dadurch eine längere Erholungspause erhielt. Im Staffelrennen ging sie gemeinsam mit Franziska Preuß, Denise Herrmann und Laura Dahlmeier ins Rennen, ebenso wie Preuß und Herrmann musste Hildebrand eine Strafrunde laufen, die Staffel belegte am Ende den achten Platz. Kurz nach dem Ende der Olympischen Winterspiele kritisierte sie insbesondere den Bundestrainer der Damen im Biathlon, Gerald Hönig, für die Aufstellung der Damenstaffel. Beim ersten Weltcuprennen nach den Olympischen Spielen, dem Sprint in Kontiolahti, erreichte sie mit einer halben Sekunde Rückstand den zweiten Platz. Dies war ihre einzige Einzel-Podiumsplatzierung des Winters, den sie wie im Vorjahr auf Rang neun beendete.
Zum Anfang der Saison 2018/19 erreichte Franziska Hildebrand bis Ende Januar nur in einem Rennen eine Top-10-Platzierung, mit einem 13. Platz im Sprint und einem 9. Platz im Verfolgungsrennen in Hochfilzen erreichte sie jedoch bereits im Dezember die vom Deutschen Skiverband für die Nominierung zu den Weltmeisterschaften geforderten Ergebnisse. Im Februar verbesserte sie bei den Weltcups in Nordamerika ihre Leistungen deutlich. Nach einem vierten Platz beim verkürzten Einzelwettkampf im kanadischen Canmore gewann sie gemeinsam mit Vanessa Hinz, Denise Herrmann und Laura Dahlmeier das Staffelrennen. Im US-amerikanischen Soldier Hollow stand sie mit einem dritten Platz im Sprint und einem zweiten Platz im anschließenden Verfolgungsrennen zum ersten Mal in diesem Winter in einem Einzelrennen auf dem Podium, in der gemischten Staffel wurde sie gemeinsam mit Erik Lesser, Benedikt Doll und Vanessa Hinz ebenfalls Zweite. Bei den Weltmeisterschaften im schwedischen Östersund konnte sich Hildebrand in keinem Einzelrennen unter den besten 20 Athleten platzieren, mit einem vierten Platz verfehlte sie mit der deutschen Damenstaffel ebenfalls die Medaillenränge. Sie beendete den Weltcupwinter auf dem 16. Platz in der Gesamtwertung, was ihr schlechtestes Resultat seit der Saison 2012/13 ist.
Wegen der Leistungen im Weltcup des vergangenen Winters musste sich Franziska Hildebrand mit guten Ergebnissen bei den Deutschen Meisterschaften 2019 für die Teilnahme am Biathlon-Weltcup 2019/20 qualifizieren. Nach einem dritten Platz im Massenstart wurde sie für die Weltcupmannschaft nominiert. Wegen einer hartnäckigen Grippeerkrankung konnte sie nicht an den letzten Vorbereitungslehrgängen auf Schnee in Norwegen teilnehmen, startete aber wie geplant bei den ersten Weltcuprennen der Saison in Östersund. Dort und bei den Weltcuprennen in Hochfilzen erreichte sie in nur einem Rennen die Punkteränge und nahm nicht an den Wettkämpfen des dritten Weltcups in Frankreich teil. Im Januar 2020 verfehlte sie mit einem 61. Platz im Sprint sowohl die Punkteränge als auch die Qualifikation für das Verfolgungsrennen. In der Folge startete sie im zweitklassigen IBU-Cup und erreichte dort drei zweite und einen dritten Platz. Hildebrand, die sich seit den Weltmeisterschaften 2012 in Ruhpolding acht Jahre in Folge für die Teilnahme an Weltmeisterschaften und Olympischen Winterspielen qualifizieren konnte, wurde nicht für die Teilnahme an den Titelkämpfen in Antholz nominiert.
Die Vorbereitung auf die Saison 2020/21 im Frühjahr 2020 begann für Hildebrand mit einer längeren Regenerationsphase. In der Folge bereitete sie sich lange Zeit alleine ohne Trainer und ohne Trainingsgruppe auf den Winter vor. Zu den Deutschen Meisterschaften Anfang September befand sie sich immer noch in einer Aufbauphase, mit einem vierten Platz im Einzelrennen verfehlte sie die Medaillenränge knapp. Nach den Meisterschaften wurde sie in die Lehrgangsgruppe 1b zurückgestuft, die von Tobias Reiter – der zwischen 2014 und 2018 im Weltcup auch Hildebrands Trainer war – betreut wird. Die Lehrgangsgruppe 1b ist für den Einsatz im IBU-Cup vorgesehen, aufgrund der COVID-19-Pandemie startete die Saison 2020/21 erst im Januar, was Hildebrand zusätzliche Zeit für ihren Formaufbau gab. Sie nahm an den IBU-Cup-Rennen „Arber“ teil und erreichte zwei Top-10-Platzierungen. Sie wurde auch für die Teilnahme an den Biathlon-Europameisterschaften 2021 nominiert, verfehlte aber in den Einzelrennen sowohl die Medaillenränge als auch die Top-10-Platzierungen. Nach den Europameisterschaften nahm Hildebrand an keinen Wettkämpfen mehr teil. Nach einer Erkrankung verpasste sie die Wettkämpfe in Osrblie, wenige Wochen später gab sie bekannt, dass sie sich nach einem positiven COVID-19-Test längere Zeit in Quarantäne befand. Ihren Krankheitsverlauf bezeichnete sie als mild.

## Auszeichnungen
Im Rahmen der Biathlon-Weltmeisterschaften 2013 in Nové Město wurde Hildebrand von der IBU als Rookie of the Year für die Vorsaison ausgezeichnet. 2015 erhielt sie gemeinsam mit Laura Dahlmeier, Vanessa Hinz und Franziska Preuß – in der Besetzung der Weltmeisterstaffel – den Bayerischen Sportpreis in der Kategorie „Botschafter des bayerischen Sports“. Im Mai 2017 wurde sie mit der Niedersächsischen Sportmedaille ausgezeichnet. 2010 und 2011 wurde sie zudem zur Niedersächsische Landessportlerin des Jahres gewählt.

## Leistungsentwicklung

### Skilauf

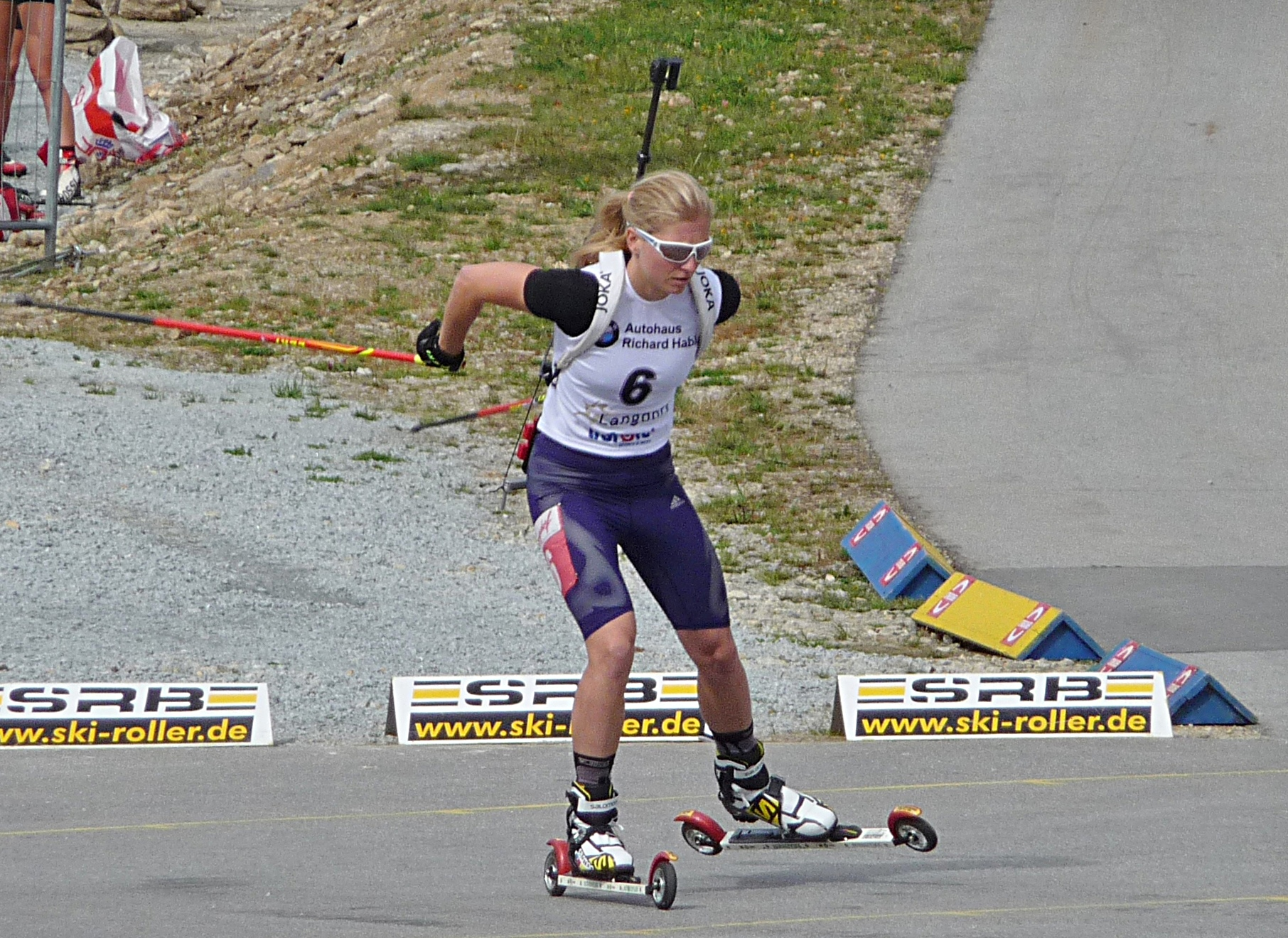
Franziska Hildebrand bei den Deutschen Biathlonmeisterschaften 2015

In ihrer ersten Saison im Weltcup lagen ihre Laufleistungen im internationalen Vergleich im Mittelfeld. Die schnellste Laufzeit – ohne Strafrunden und ohne die Zeit am Schießstand – erreichte sie mit der 17. Zeit im Massenstartrennen in Oslo. Ansonsten schloss sie ihre Rennen in der Regel mit Laufzeiten um den 40. Platz ab. Aufgrund ihrer guten und sicheren Schießleistungen konnte sie jedoch zwei Top-10-Platzierungen erreichen und sich für die Weltmeisterschaften in Ruhpolding qualifizieren.
In der Folgesaison blieben sowohl Lauf- als auch Schießleistung nahezu unverändert. Trotzdem gelang ihr erneut die Qualifikation für die Weltmeisterschaften im tschechischen Nové Město. Nach dem Ende der Saison wurde sie jedoch von den damaligen Trainern Uwe Müßiggang und Gerald Hönig nicht für die Folgesaison berücksichtigt. Hildebrand wollte sich damit nicht abfinden und erarbeitete gemeinsam mit Ricco Groß, der damals sowohl der Disziplintrainer der Damennationalmannschaft als auch ihr Heimtrainer in Ruhpolding war, neue Trainingspläne, um insbesondere ihre Laufleistungen und ihren Laufstil zu verbessern. In der Folge konnte sie sich sowohl bei der Sommerleistungskontrolle als auch bei den Deutschen Meisterschaften im Sommer 2013 mit guten Leistungen für einen Einsatz im Weltcup empfehlen.
Im Winter 2013/14 wurde sie erneut für die Weltcupmannschaft nominiert und auch bei allen Rennen eingesetzt. Mit einem sechsten Platz im Sprint von Annecy/Le Grand-Bornand, den sie zeitgleich mit Franziska Preuß belegte, qualifizierte sie sich für die Olympischen Winterspiele 2014 in Sotschi. Beim Heimweltcup in Ruhpolding verfehlte sie im Einzelwettkampf als vierte ihre erste Podiumsplatzierung knapp, konnte sich jedoch zum ersten Mal in einem Weltcuprennen mit der neuntbesten Laufzeit innerhalb der zehn schnellsten Laufzeiten eines Rennes platzieren. Während der ganzen Saison hatte sie jedoch immer wieder mit Schmerzen im Schienbein zu kämpfen. Auch bei den Olympischen Spielen, die sie ohne Medaille beendete, wurde sie im Einzelwettkampf dadurch behindert. Trotzdem zeigte die Saison einen deutlichen Aufwärtstrend, in fast der Hälfte aller Rennen erreichte sie Laufzeiten der 20 besten eines Wettkampfs.
Nach dem Ende der Saison 2013/14 erfolgte ein Umbruch in der deutschen Biathlonmannschaft. Nach dem Rücktritt von Uwe Müßiggang als Bundestrainer rückte Gerald Hönig zum Bundestrainer der Damen auf. Sein bisheriger Co-Trainer Ricco Groß wurde als Trainer zur Mannschaft des zweitklassigen IBU-Cups versetzt und durch Tobias Reiter ersetzt. Hildebrand wollte sich damit jedoch nicht abfinden und bestand darauf, gemeinsam mit ihren bisherigen Trainern Groß und Schöllmann weiterhin an der Verbesserung ihres Laufstils und ihrer Laufleistungen zu arbeiten. In der Folge trainierte sie nur in Trainingslagern gemeinsam mit der restlichen Nationalmannschaft, in Ruhpolding jedoch ging sie ihren eigenen Weg. Sie wurde schon früh für den Weltcup 2014/15 nominiert und rechtfertigte diese Entscheidung mit sechs Top-10-Platzierungen in den ersten acht Weltcuprennen bis zur Winterpause. Dabei erreichte sie zudem sechsmal eine Laufzeit unter den zehn schnellsten Athletinnen eines Rennens. Ihren ersten Weltcupsieg in einem Einzelrennen verfehlte sie im tschechischen Nové Město nur knapp, ihre Teamkollegin Laura Dahlmeier verwies sie mit einem Vorsprung von lediglich einer Sekunde auf den zweiten Platz. Während der Saison erreichte sie 17× eine Top-10-Laufzeit in insgesamt 25 Einzelrennen. Ihre schlechteste Saisonleistung war die 21. Zeit im Verfolgungsrennen im schwedischen Östersund.
Diese Leistungen setzten sich in der Folgesaison fort. Obwohl Ricco Groß zum russischen Verband wechselte, um dort die Herrenmannschaft zu betreuen, trainierte sie weiter mit ihrem Vertrauten Schöllmann und arbeitete weiter an der Verbesserung ihrer körperlichen Leistungsfähigkeit und ihres Laufstils. Im Sprintrennen im kanadischen Canmore, das von starken, böigen Winden geprägt war, erreichte sie mit fünf Schießfehlern zwar nur den 43. Platz, jedoch setzte sie dort zum ersten Mal in ihrer Karriere die Laufbestzeit in einem Einzelrennen. Die zweitbeste Saisonleistung war die zweitschnellste Laufzeit beim Sprint in Ruhpolding.
Für den Winter 2016/17 versuchte Hildebrand erneut, ihre Laufleistung zu steigern. Unter anderem trainierte sie mit dem ehemaligen österreichischen Radprofi Stefan Gstrein in den österreichischen und Schweizer Alpen ihre Grundlagenausdauer. Am Stützpunkt in Ruhpolding ging sie meist eigene Wege oder trainierte, anstatt mit den anderen Mitgliedern der Weltcupmannschaft, mit den Herren der IBU-Cup-Mannschaft. An den Trainingslagern des DSV nahm sie jedoch regulär teil. Zudem wechselte Hildebrand vor dem Winter den Ausrüster von Ski, Bindung und Schuhen und ging so mit neuem, ungewohnten Material in die Wettkampfsaison. Bis zur Wettkampfpause zum Jahreswechsel zeigte sich, dass ihre Laufleistung im Vergleich mit der Konkurrenz schlechter geworden war. Erst bei den Weltcups in Oberhof, Ruhpolding und Antholz verbesserte sich ihre Laufform und sie erreichte meist eine der zehn schnellsten Laufzeiten. Ihr bestes Ergebnis des Winters zwar die zweitbeste Laufzeit beim Verfolgungsrennen in Oberhof. Ab den Biathlon-Weltmeisterschaften 2017 verschlechterte sich ihre körperliche Leistungsfähigkeit jedoch, insbesondere bei den Titelkämpfen verlor sie auf der letzten Runde der Rennen überdurchschnittlich viel Zeit. Bis zum Saisonende konnte sie nur noch zwei Top-10-Laufzeiten für sich verbuchen. In diesem Winter erreichte sie in keinem Einzelrennen eine Podiumsplatzierung.

### Schießen

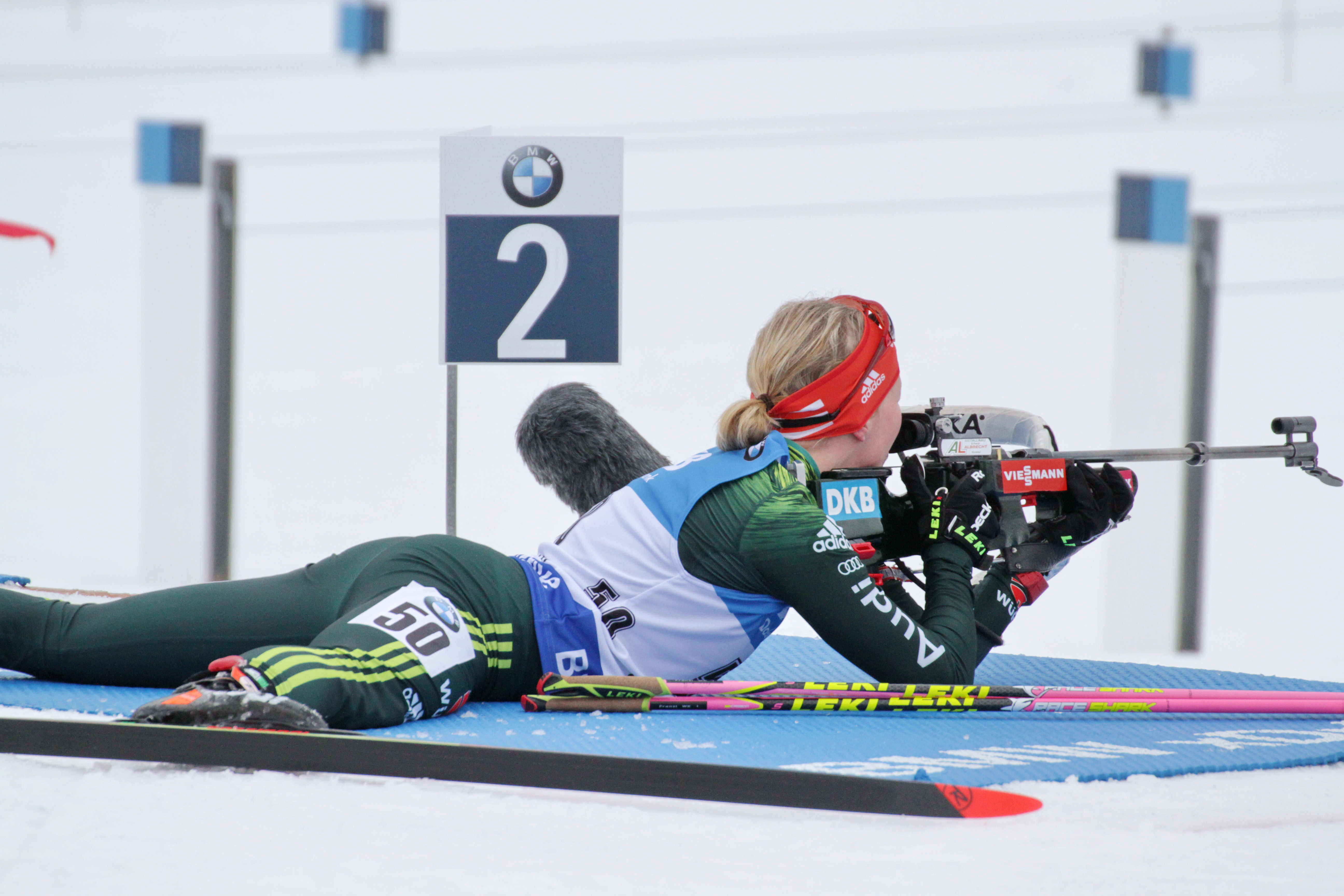
Hildebrand beim Weltcup in Oberhof im Januar 2018

Bei ihrem Einstand in den Weltcup in der Saison 2011/12 galt Hildebrand aufgrund ihrer Leistung aus dem Jugend- und Juniorenbereich und aus dem IBU-Cup als sichere und konstant gute Schützin. Diese Fähigkeiten ermöglichten es ihr, sich trotz ihrer damals nur mittelmäßigen Laufform in der deutschen Weltcupmannschaft zu behaupten. Mit durchschnittlich knapp 90 % beendete sie diese Saison auf Gesamtrang 12 dieser Teildisziplin und war damit besser als ihre Teammitglieder Miriam Gössner, Andrea Henkel und Magdalena Neuner. Lediglich die zweite Neueinsteigerin Nadine Horchler erzielte eine noch bessere Quote.
Seit dieser Zeit blieb ihre Fehlerquote auf einem ähnlich niedrigen Niveau, weshalb sie in der Regel zu den 20 besten Schützinnen in der Gesamtwertung des Weltcups zählt. Ab der Saison 2014/15 konnte sie ihre Laufform deutlich steigern, ohne jedoch eine Verschlechterung ihrer Schießleistung hinnehmen zu müssen. Ein kleiner Tiefpunkt der statistischen Schießleistungen ist in dem verstärkten Einsatz in Staffelrennen ab der Saison 2013/14 begründet. Mit der Sicherheit von drei Nachladepatronen pro Schießeinlage wird deutlich risikofreudiger geschossen und damit verändert sich auch die Trefferquote. Die Ergebnisse stabilisierten sich jedoch über die Jahre und in der Saison 2015/16 konnte Hildebrand ihre Quote im Stehendschießen deutlich verbessern. In vier Staffelrennen traf sie im stehenden Anschlag auf Anhieb alle fünf Scheiben, bei zwei Bewerben benötigte sie jeweils zwei Nachladepatronen. In Einzelrennen bewegte sich ihre Liegendquote über die Jahre recht konstant bei 91–93 %. Stehend lag diese – mit Ausnahme der Saison 2013/14 – bei 84–87 % und in der Saison 2015/16 bei 89 %. Zusammen mit ihrer Laufform gehört sie damit zu den besten aktiven Biathletinnen im Weltcup.
In der Vorbereitung auf den Winter 2016/17 suchte sie die Unterstützung des ehemaligen Biathleten Daniel Graf, um am Schießstand noch schneller zu werden. In dieser Saison verschlechterte sich ihre Schießleistung auf insgesamt 86 %. Bei den Sprintrennen in Pokljuka, Nové Město, Ruhpolding und Kontiolahti blieb sie zwar fehlerfrei, konnte jedoch aufgrund ihrer schwächeren Laufform keine Podiumsplatzierung in einem Einzelrennen erreichen. Im Staffelrennen bei den Biathlon-Weltmeisterschaften 2017 blieb sie auch ohne Schießfehler und gewann mit der deutschen Mannschaft die Goldmedaille.

## Wettkampfbilanz

### Weltcupplatzierungen
Die Tabelle zeigt alle Platzierungen (je nach Austragungsjahr einschließlich Olympische Spiele und Weltmeisterschaften).
- 1.–3. Platz: Anzahl der Podiumsplatzierungen
- Top 10: Anzahl der Platzierungen unter den ersten zehn (einschließlich Podium)
- Punkteränge: Anzahl der Platzierungen innerhalb der Punkteränge (einschließlich Podium und Top 10)
- Starts: Anzahl gelaufener Rennen in der jeweiligen Disziplin
- Staffel: inklusive Mixed- und Single-Mixed-Staffeln

| Platzierung | Einzel | Sprint | Verfolgung | Massenstart | Staffel | Gesamt |
| ----------- | ------ | ------ | ---------- | ----------- | ------- | ------ |
| 1. Platz    |        | 2      |            |             | 14      | 16     |
| 2. Platz    |        | 2      | 1          | 1           | 7       | 11     |
| 3. Platz    |        | 2      | 1          |             | 4       | 7      |
| Top 10      | 11     | 23     | 14         | 9           | 37      | 94     |
| Punkteränge | 21     | 66     | 58         | 38          | 38      | 221    |
| Starts      | 23     | 80     | 65         | 38          | 38      | 244    |

### Weltcupsiege
Alle Siege bei Biathlon-Weltcups, getrennt aufgelistet nach Einzel- und Staffelrennen. Durch Anklicken des Symbols im Tabellenkopf sind die Spalten sortierbar.
| Nr. | Datum         | Ort        | Disziplin |
| --- | ------------- | ---------- | --------- |
| 1.  | 11. Dez. 2015 | Hochfilzen | Sprint    |
| 2.  | 8. Jan. 2016  | Ruhpolding | Sprint    |

| Nr. | Datum         | Ort              | Disziplin       |
| --- | ------------- | ---------------- | --------------- |
| 1.  | 20. Jan. 2013 | Antholz          | Staffel 1       |
| 2.  | 12. Dez. 2013 | Le Grand-Bornand | Staffel 2       |
| 3.  | 8. Jan. 2014  | Ruhpolding       | Staffel 3       |
| 4.  | 13. Dez. 2014 | Hochfilzen       | Staffel 4       |
| 5.  | 25. Jan. 2015 | Antholz          | Staffel 5       |
| 6.  | 13. März 2015 | Kontiolahti (WM) | Staffel 6       |
| 7.  | 7. Feb. 2016  | Canmore          | Mixed-Staffel 7 |
| 8.  | 11. Dez. 2016 | Pokljuka         | Staffel 8       |
| 9.  | 22. Jan. 2017 | Antholz          | Staffel 8       |
| 10. | 17. Feb. 2017 | Hochfilzen (WM)  | Staffel 8       |
| 11. | 5. März 2017  | Pyeongchang      | Staffel 9       |
| 12. | 10. Dez. 2017 | Hochfilzen       | Staffel 8       |
| 13. | 13. Jan. 2018 | Ruhpolding       | Staffel 10      |
| 14. | 8. Feb. 2019  | Canmore          | Staffel 11      |

### Weltcupwertungen
Ergebnisse bei Biathlon-Weltcups (Disziplinen- und Gesamtweltcup) gemäß Punktesystem
| Saison  | Einzel | Einzel | Sprint | Sprint | Verfolgung | Verfolgung | Massenstart | Massenstart | Gesamt | Gesamt |
| Saison  | Platz  | Punkte | Platz  | Punkte | Platz      | Punkte     | Platz       | Punkte      | Platz  | Punkte |
| ------- | ------ | ------ | ------ | ------ | ---------- | ---------- | ----------- | ----------- | ------ | ------ |
| 2011/12 | 15.    | 69     | 29.    | 123    | 30.        | 80         | 20.         | 84          | 23.    | 356    |
| 2012/13 | 26.    | 38     | 29.    | 119    | 24.        | 111        | 31.         | 50          | 27.    | 318    |
| 2013/14 | 5.     | 72     | 20.    | 142    | 22.        | 128        | 15.         | 73          | 14.    | 415    |
| 2014/15 | 4.     | 103    | 7.     | 302    | 6.         | 204        | 8.          | 163         | 5.     | 757    |
| 2015/16 | 4.     | 112    | 6.     | 275    | 6.         | 237        | 5.          | 169         | 5.     | 793    |
| 2016/17 | 16.    | 58     | 9.     | 241    | 10.        | 210        | 9.          | 126         | 9.     | 621    |
| 2017/18 | 10.    | 52     | 6.     | 244    | 19.        | 117        | 10.         | 132         | 10.    | 539    |
| 2018/19 | 10.    | 72     | 19.    | 154    | 8.         | 185        | 25.         | 81          | 16.    | 491    |

### Weltmeisterschaften
Ergebnisse bei Biathlon-Weltmeisterschaften
| Weltmeisterschaft | Weltmeisterschaft | Einzel | Sprint | Verfolgung | Massenstart | Staffel | Mixedstaffel | Single-Mixedstaffel |
| Jahr              | Ort               | Einzel | Sprint | Verfolgung | Massenstart | Staffel | Mixedstaffel | Single-Mixedstaffel |
| ----------------- | ----------------- | ------ | ------ | ---------- | ----------- | ------- | ------------ | ------------------- |
| 2012              | Ruhpolding        | –      | 29.    | 47.        | –           | –       | –            |                     |
| 2013              | Nové Město        | 51.    | 27.    | 15.        | 26.         | 5.      | –            |                     |
| 2015              | Kontiolahti       | 10.    | 10.    | 6.         | 6.          | 1.      | –            |                     |
| 2016              | Oslo              | 6.     | 10.    | 4.         | 14.         | 3.      | 2.           |                     |
| 2017              | Hochfilzen        | 31.    | 19.    | 28.        | 27.         | 1.      | –            |                     |
| 2019              | Östersund         | 31.    | 40.    | 22.        | 21.         | 4.      | –            | –                   |

### Olympische Winterspiele
Ergebnisse bei Olympischen Winterspielen:
| Olympische Winterspiele | Olympische Winterspiele | Einzel | Sprint | Verfolgung | Massenstart | Staffel | Mixedstaffel |
| Jahr                    | Ort                     | Einzel | Sprint | Verfolgung | Massenstart | Staffel | Mixedstaffel |
| ----------------------- | ----------------------- | ------ | ------ | ---------- | ----------- | ------- | ------------ |
| 2014                    | Sotschi                 | 38.    | –      | –          | 28.         | 11.     | –            |
| 2018                    | Pyeongchang             | 12.    | 12.    | 9.         | –           | 8.      | –            |